# Claire Colinet
Claire Robertine Jeanne Colinet, née à Saint-Gilles-lez-Bruxelles le 11 avril 1885 et morte à Asnières-sur-Seine le 13 mai 1972, est une sculptrice française. L'essentiel de son œuvre, réalisée à Paris dans la première partie du XXe siècle, est de style Art déco. Elle est surtout connue pour ses statues de danseuses exotiques en bronze.

## Biographie
Claire Colinet étudie d'abord la sculpture en Belgique auprès de Jef Lambeaux, un sculpteur jouissant d'une grande réputation, puis elle s'installe à Paris en 1910. En 1913, elle expose quelques œuvres au Salon des Artistes Français . L'année suivante, elle y reçoit une mention honorable aux côtés de Demetre Chiparus et Louis Comfort Tiffany, et elle est ensuite exposée régulièrement. En 1928, elle obtient le prix de sculpture de l'Union des femmes peintres et sculpteurs. 
En 1929, elle est élue membre permanent et réalise à cette occasion la sculpture Les rêves sont des bulles de savon. De 1937 à 1940, elle expose au Salon des Indépendants à Paris et devient membre de l'Union des femmes peintres et sculpteurs. Ses œuvres ont été exposées à titre posthume au Salon de peinture et de sculpture pendant près de 30 ans. 
Elle obtient la nationalité française en mars 1929.
À partir de 1913, elle habite au 59 rue du Château à Asnières où elle décèdera en 1972,. 

## Œuvre
L'œuvre de Claire Colinet s'inscrit principalement dans le style du mouvement Art déco. Ses modèles sont des odalisques, des danseuses exotiques, des jongleurs et des artistes de cabaret.
Ses sculptures, souvent d'une forte intensité dramatique, saisissent les modèles dans des poses hiératiques, au milieu de l'exécution d'un ensemble de pas de danse particulièrement compliqués, ou bien formant le point culminant d'une anecdote biblique ou historique.
Son matériau de prédilection est le bronze, qui est normalement patiné et n’est pas peint à froid. Elle y ajoute parfois des incrustations de pierres précieuses. Cependant, un certain nombre de ses plus belles pièces sont des sculptures chryséléphantines en bronze et ivoire.

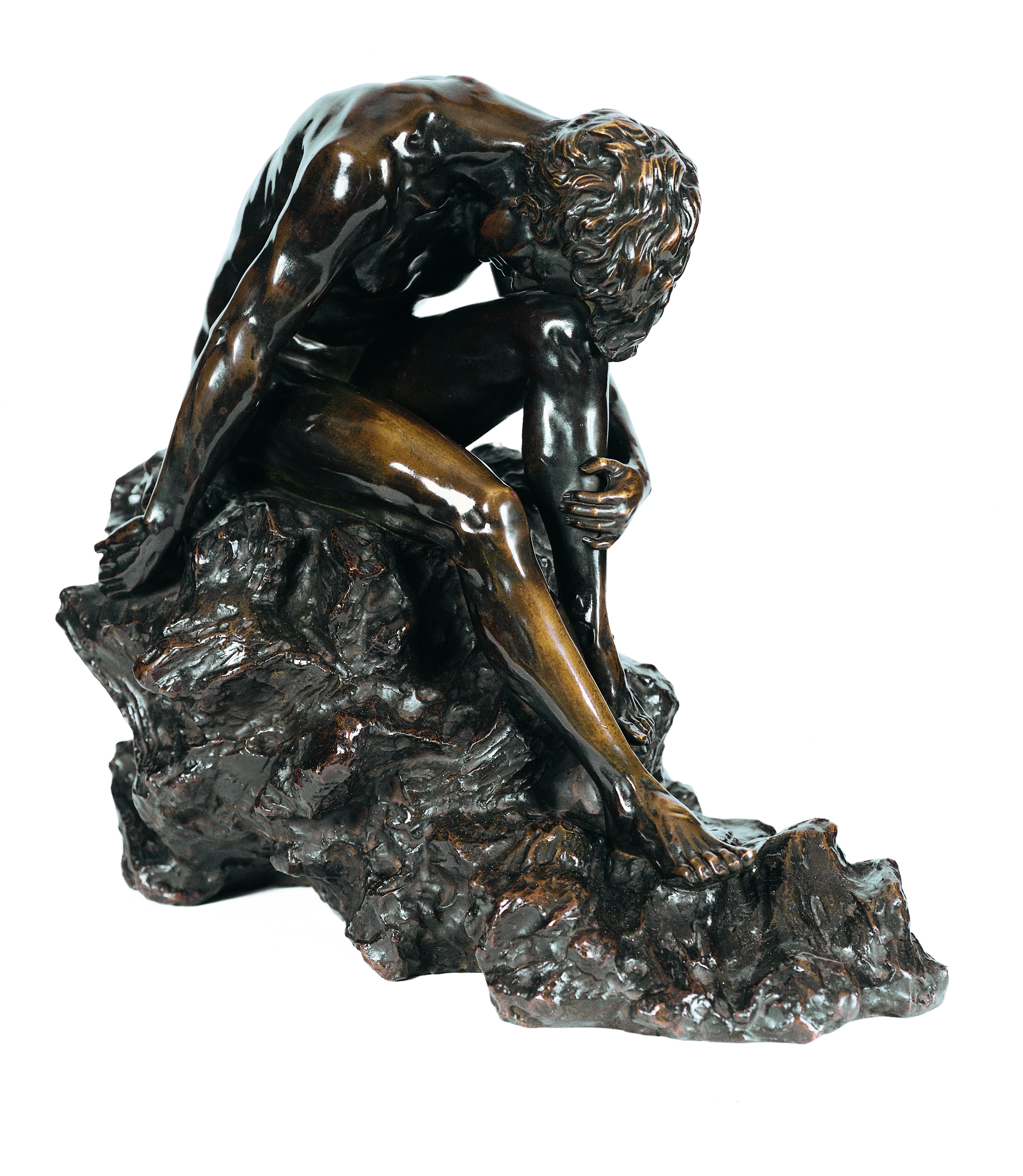
Le Penseur, statuette en bronze (1890) Musée du Sénat du Brésil.
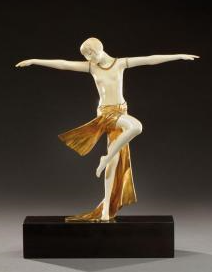
Statuette chryséléphantine (vers 1925).